# Antony de Ávila
Ántony Wílliam de Ávila Charris (født 21. december 1962 i Santa Marta, Colombia) er en tidligere colombiansk fodboldspiller (angriber).
De Ávila tilbragte langt størstedelen af sin karriere hos América de Cali i hjemlandet. Her spillede han i 13 sæsoner, og var med til at vinde hele syv colombianske mesterskaber, hvoraf de fem (1982-86) var i træk. Han var også af flere omgange i udlandet, hvor han spillede for Unión i Argentina, MetroStars i USA og Barcelona SC i Ecuador.
De Ávila spillede desuden, mellem 1983 og 1998, 54 kampe og scorede 13 mål for det colombianske landshold. Han repræsenterede sit land ved både VM i 1994 i USA og VM i 1998 i Frankrig. Han spillede to ud af tre kampe ved begge turneringer. Han var også med ved to udgaver af Copa América, 1987 (bronze) og 1991 (nr. 4).

## Titler
Categoria Primera A
- 1982, 1983, 1984, 1985, 1986, 1990 og 1992 med América de Cali

Serie A (Ecuador)
- 1997 med Barcelona SC